# Hydrellia stratiotae
Hydrellia stratiotae är en tvåvingeart som beskrevs av Erich Martin Hering 1925. Hydrellia stratiotae ingår i släktet Hydrellia och familjen vattenflugor. Inga underarter finns listade i Catalogue of Life.